# Zhen'an, Dandong
Zhen'an är ett stadsdistrikt i Dandong i Liaoning-provinsen i nordöstra Kina.